# Setzu
Setzu (sardinski: Sètzu) je grad i općina (comune) u pokrajini Južnoj Sardiniji u regiji Sardiniji, Italija. Nalazi se na nadmorskoj visini od 216 metara i ima 149 stanovnika.
 Prostire se na 7,77 km². Gustoća naseljenosti je 19 st/km².
Susjedne općine su: Genoni, Genuri, Gesturi, Tuili i Turri.